# William Murray, 8th Earl of Mansfield and Mansfield
William Murray, al 8-lea Conte de Mansfield și Mansfield (n. 7 iulie 1930 – d. 21 octombrie 2015) a fost un om politic britanic, membru al Parlamentului European în perioada 1973-1979 din partea Regatului Unit.

## Biografie
Mansfield a fost singurul fiu al lui Mungo Murray, al 7-lea Conte de Mansfield și Mansfield, și a soției acestuia, Dorothea Helena, fiica lui Sir Lancelot Carnegie. William a fost educat la Eton și Christ Church, Oxford.
1. 1 2  William David Mungo James Murray, 7th/8th Earl of Mansfield, The Peerage, accesat în 9 octombrie 2017
2. 1 2 3  The Peerage